# 那布·舒玛·乌金一世
那布·舒玛·乌金一世（约公元前899年—约公元前888年在位）（英語：Nabu-shuma-ukin I）巴比伦国王。他以政治连姻作为条件与亚述缔结和约，促进和平，并将此维护了约80年，为巴比伦经济的发展奠定基础。 